# BSA Rocket 3
La BSA Rocket 3, chiamata anche Triumph Trident 750, è una motocicletta prodotta dalla casa motociclistica britannica BSA dal 1968 al 1975.
All'epoca della commercializzazione sul mercato, era tra le moto alte prestazioni più avanzate dal punto di vista tecnico e prestazionale. Era realizzata dalla Triumph Engineering e dalla BSA Motorcycles (entrambe società facenti parte della Birmingham Small Arms Company), e vendute sia con il marchio Triumph che come BSA. Insieme alla Honda CB 750 Four e successivamente alle Kawasaki a tre cilindri, alzò il livello di raffinatezza tecnologica delle motociclette stradali, segnando l'inizio dell'era delle cosette "superbike".
Aveva un motore a tre cilindri in linea con distribuzione OHV raffreddato ad aria da 740 cm³ con quattro marce. Fu l'ultima grande motocicletta sviluppata da Triumph a Meriden nelle West Midlands e creata per il mercato statunitense. Durante i suoi sette anni di storia furono prodotti circa 27.480 esemplari.